# Черепаха в'єтнамська
Черепаха в'єтнамська (Mauremys annamensis) — вид черепах з роду Водяні черепахи родини Азійські прісноводні черепахи.

## Опис
Загальна довжина карапаксу досягає 17—29 см, ваги 1—2 кг. Голова середнього розміру. Кінчик верхньої щелепи трохи стиснутий. Карапакс плаский або дещо опуклий з нечітким кілем. Пластрон великий, проте без рухомого з'єднання. Кінцівки потужні, наділені великими щитками. Самці мають довший хвіст ніж самиця. також у них пластрон увігнутий.
У цієї черепахи темна голова з 4-ма жовтими смужками з кожного боку. Пластрон жовтого або помаранчевого кольору з чорними плямами на кожному щитку.

## Спосіб життя
Полюбляє низинні болота, ставки, невеликі озера, повільні річки. Харчується комахами, хробаками, а також водною рослинністю.
Самиця відкладає від 1 до 12 яєць. Інкубаційний період триває від 80 до 90 діб.
Цей вид майже зник у дикій природі у зв'язку з незаконного полюванням.

## Розповсюдження
Мешкає у центральному В'єтнамі: райони Фак-Сон і Фай-Фао.